# Schumannhaus Bonn

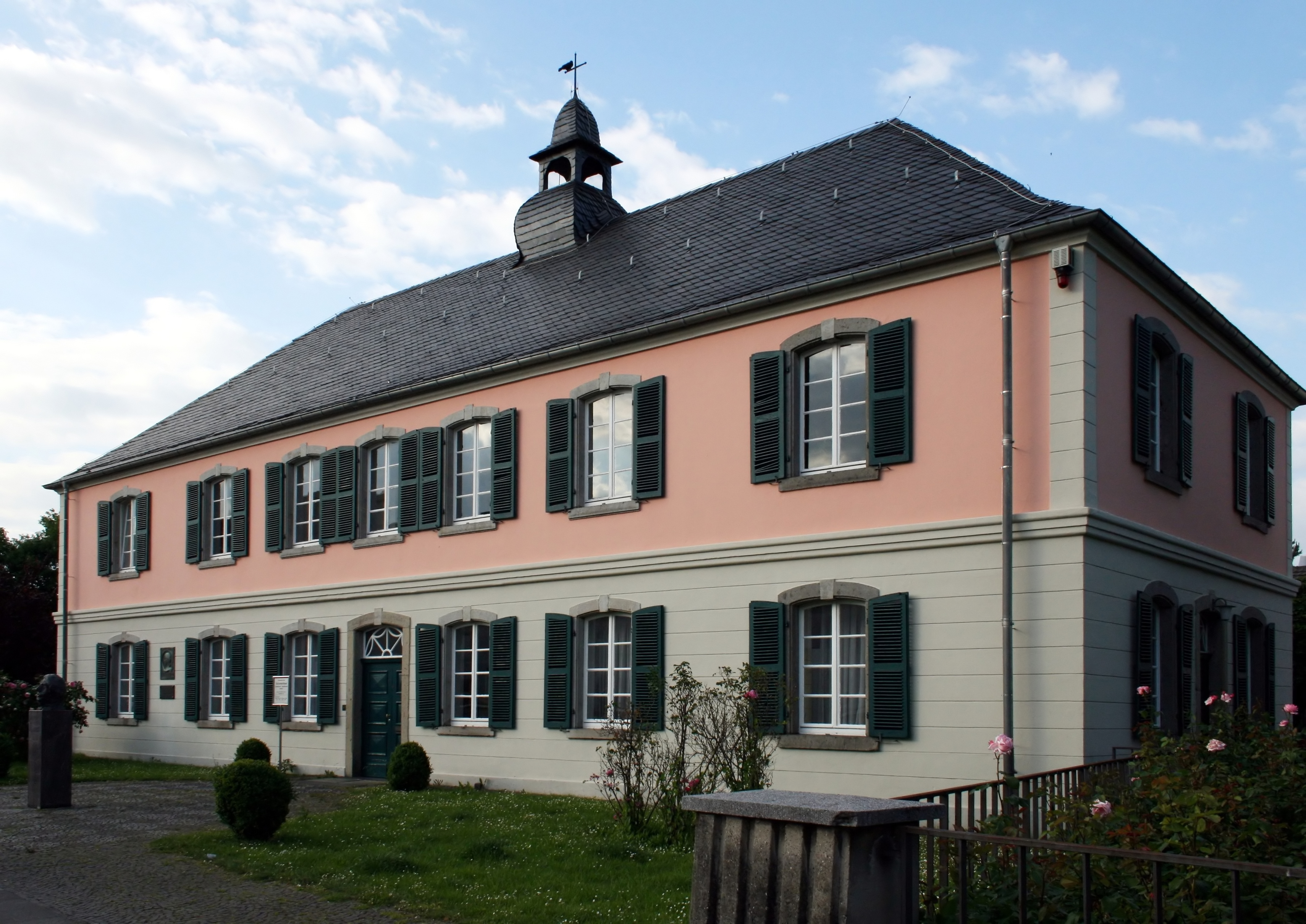
Schumannhaus in Bonn (2009)

Das Schumannhaus Bonn ist das Sterbehaus des deutschen Komponisten Robert Schumann im Bonner Ortsteil Endenich. Im 19. Jahrhundert beherbergte es eine private psychiatrische Klinik. In ihr ließen sich auch andere prominente Persönlichkeiten behandeln, so etwa die Maler Carl Gehrts, Mihály von Munkácsy und Alfred Rethel. Heute ist das Haus eine Gedenkstätte und wird als Museum und Musikbibliothek der Stadt Bonn genutzt. Das Schumannhaus steht als Baudenkmal unter Denkmalschutz.

## Geschichte des Hauses

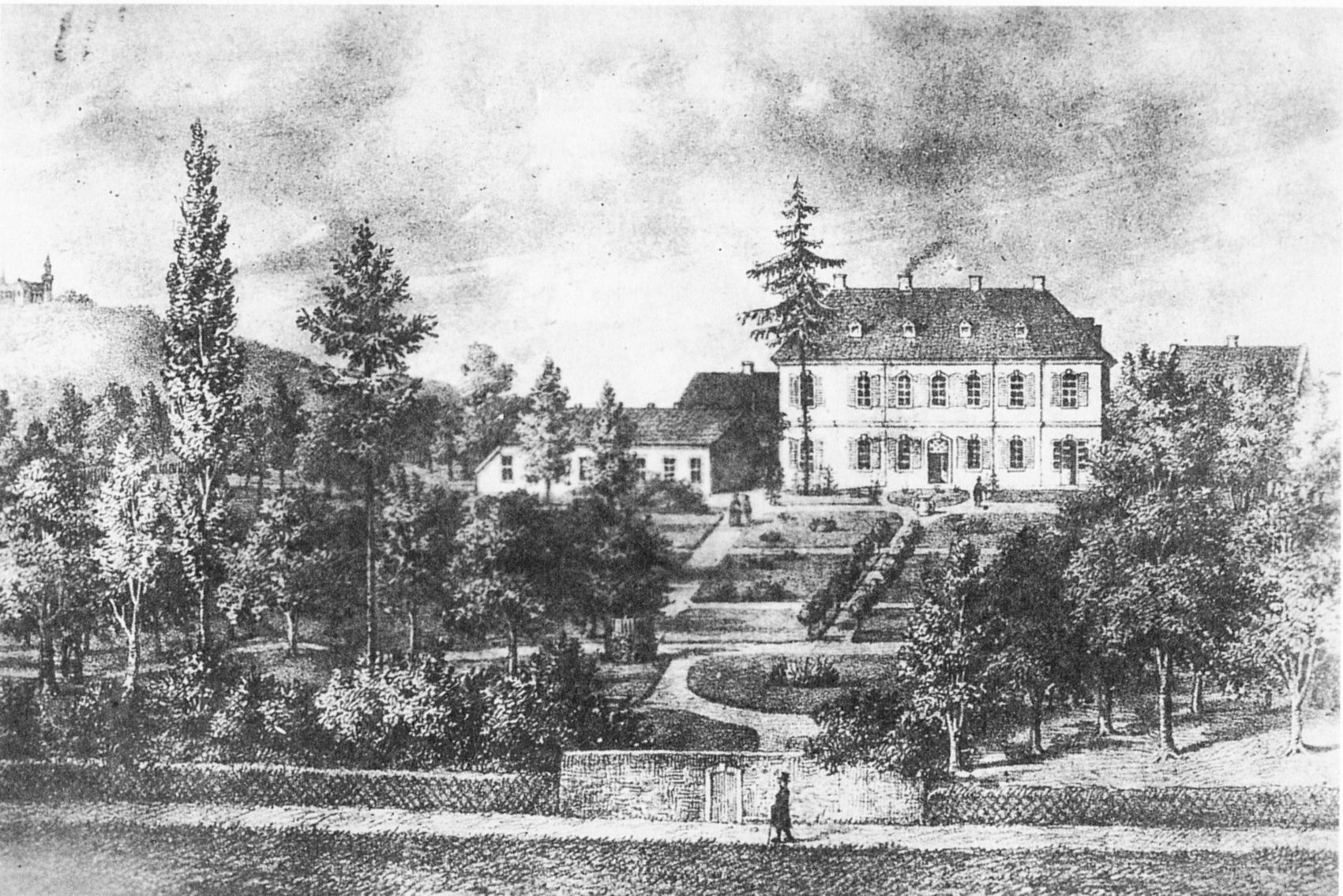
Die Heilanstalt im 19. Jahrhundert.

Das Schumannhaus wurde um 1790 im klassizistischen Stil als Landhaus für den kurfürstlichen Kammerrat und Schöffenbürgermeister Matthias Joseph Kaufmann gebaut. Franz Richarz kaufte das Haus und ließ es zur Nutzung als private psychiatrische Klinik umbauen. Am 26. Oktober 1844 machte er sich dort mit seiner eigenen Heil- und Pflegeanstalt selbstständig.

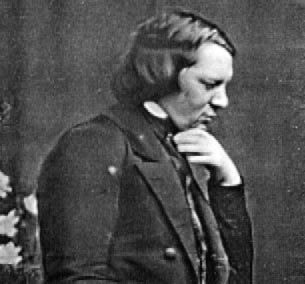
Robert Schumann – Daguerreotypie um 1850

Robert Schumann kam im März 1854 aus Düsseldorf auf eigenen Wunsch als Patient nach Endenich (damals noch ein selbstständiger Ort). Schumann ließ sich zwei Jahre lang von Franz Richarz behandeln. Während dieser Zeit durfte er die Heilanstalt abhängig von seinem Befinden nur gelegentlich für Spaziergänge verlassen. Er starb dort schließlich am 29. Juli 1856. Sein Grab befindet sich auf dem Alten Friedhof in Bonn.
Nachdem das Haus während des Zweiten Weltkriegs im Jahr 1944 bei einem Bombenangriff schwer beschädigt worden war, wurde es in den 1950er und 1960er Jahren wiederhergestellt. Diesem Wiederaufbau ging eine öffentliche Diskussion um den Abriss des Hauses voraus. Im Jahre 1963 wurden die städtische Musikbibliothek und die Gedenkstätte eingeweiht, das Gebäude selbst wurde aber erst 1984 von der Stadt Bonn gekauft, unterstützt von einem namhaften Betrag seitens des damals gegründeten Vereins Schumannhaus Bonn.

### Museum
Medizinalrat Kellner regte bereits 1926 die Einrichtung einer Schumann-Gedenkstätte im Endenicher Sterbehaus an. Er brachte eine Plakette an, welche von der Schumann-Gesellschaft in Zwickau – dem Geburtsort des Komponisten und Pianisten – gestiftet worden war.
Am 12. Mai 1963 wurden die im ersten Stock gelegenen beiden kleinen Schumann-Gedenkzimmer feierlich der Öffentlichkeit übergeben. Dort werden – als Faksimiles – Briefe und Dokumente aus dem Stadtarchiv Bonn und als Leihgaben des Stadtmuseum Bonn Gemälde und Gegenstände mit Bezug zu Robert und Clara Schumann und deren Umkreis gezeigt, ergänzt durch regelmäßige Schenkungen aus Privatbesitz. Mit dem Kauf des Hauses durch die Stadt Bonn Anfang 1984 und entsprechender räumlicher Umgestaltung bekam die bis dahin auf das Obergeschoss beschränkte Musikbibliothek auch das Erdgeschoss zu ihrer Verfügung. Die Schumann-Gedenkräume können während der Öffnungszeiten der Musikbibliothek kostenlos besichtigt werden. Der Lesesaal der Musikbibliothek im 1. Stock wird bei den Hauskonzerten des Beethovenorchesters und den Sonderkonzerten, insbesondere im Rahmen des Beethovenfestes und vor allem des Bonner Schumannfestes als Konzertraum genutzt.

### Musikbibliothek
Das Haus fungiert auch als städtische Musikbibliothek und hält einen Bestand von rund 51.000 Büchern, Noten und Tonträgern bereit. Mit fast 100.000 Ausleihen jährlich wird sie häufig frequentiert.

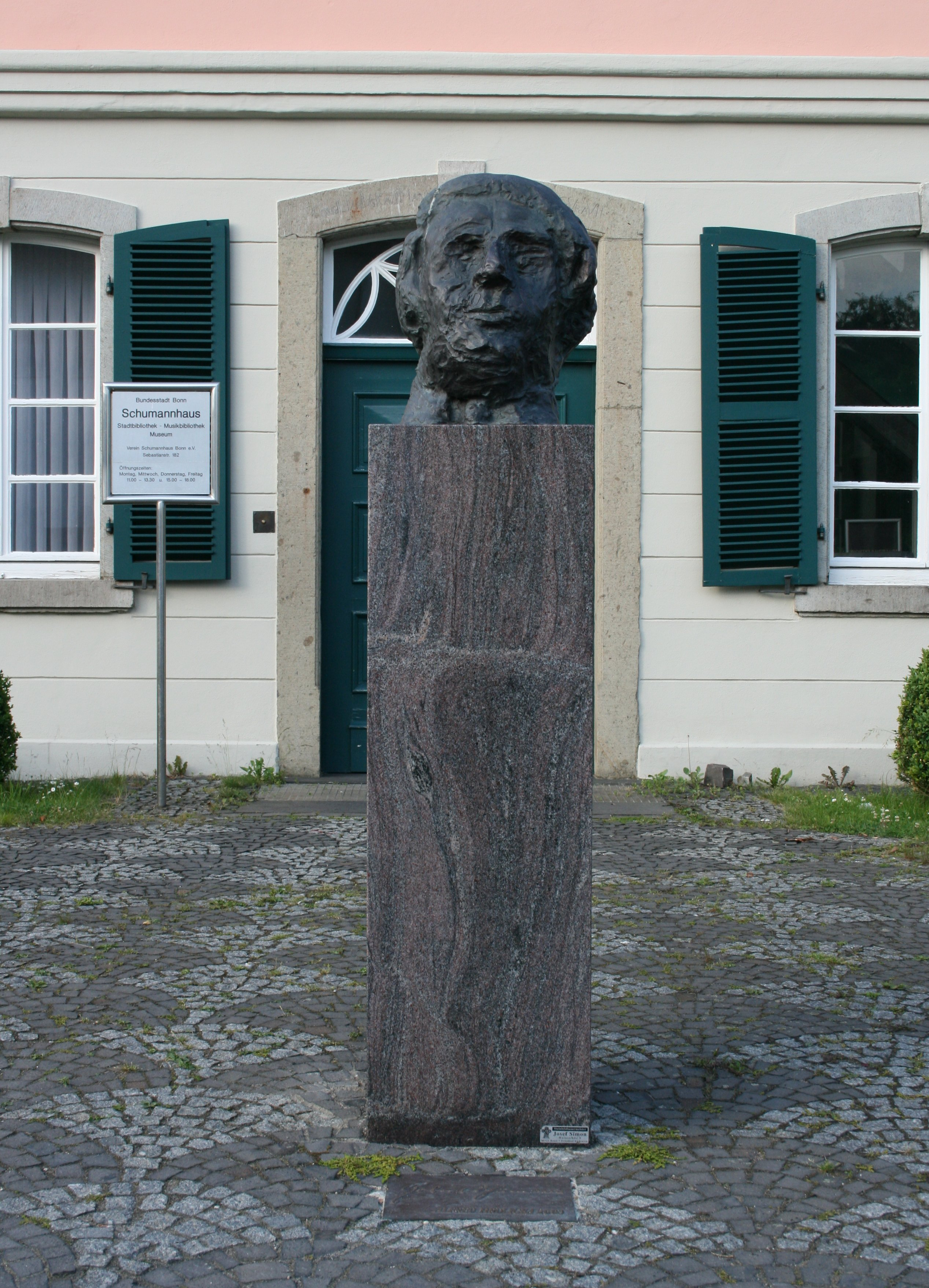
Alfred Hrdlicka, Büste von Robert Schumann vor dem Schumannhaus

### Büste
Die Stiftung Kunst der Sparkasse Bonn stiftete zu Ehren Robert Schumanns eine gegossene Büste. Sie wurde vom österreichischen Bildhauer Alfred Hrdlicka angefertigt und am 29. Juli 2006 vor dem Schumannhaus enthüllt.

## Förderverein
Um den Ankauf des Gebäudes durch die Stadt Bonn initiativ zu fördern und damit seine Nutzung als Musikbibliothek und Gedenkstätte dauerhaft sicherzustellen, gründete sich 1982 der Verein Schumannhaus Bonn e. V. Inzwischen fungiert der Verein auch federführend als Veranstalter des alljährlichen Kulturfestivals „Bonner Schumannfest“ (früher: „Endenicher Herbst“). Von 1992 bis 2003 vergab der Verein im Rahmen des Deutschen Musikwettbewerbs einen Förderpreis an junge Interpreten des Schumann-Werkes.